# Jenő Kalmár
Jenő Kalmár (maďarsky Jenő Kalmár; 28. prosince 1873, Csernely – 21. října 1937, Bratislava) byl maďarský etnolog a sběratel. Své výzkumy realizoval v německé Africe, v životě i při publikování užíval i německou variantu jména Eugen Kalmár.

## Životopis
Jenő Kalmár ukončil vojenskou akademii a stal se inženýrem. Po určitou dobu žil a působil v Berlíně. Byl předsedou berlínského spolku Maďarů. Od roku 1899 byl zaměstnancem společnosti Gesellschaft für Südkamerun (Společnost Jižního Kamerunu). Jako její zaměstnanec byl poslán do Kamerunu, tehdejší německé kolonie, kde měl za úkol zkoumat a mapovat Zadní Kamerun a vyhledat možnosti k založení obchodních poboček.
Hlavním vývozním artiklem Kamerunu byl v té době kaučuk a slonovina. Přednostním cílem bylo zorganizovat vývoz těchto surovin. Kalmár s přestávkami strávil v Africe celkem 12 let, během této doby se zabýval i etnografickou sběratelskou a kartografickou činností. Dopisy z Afriky psané rodině vnímavě popisují jeho tamní život, zvyky domorodců a jejich vzájemné boje jakož i boj proti Evropanem, který přinesl mnoho obětí. Později se Kalmár stal generálním ředitelem „Společnosti pro Jižní Kamerun“ (Gesellschaft für Süd-Kamerun AG).
Po návratu domů v roce 1912 přednášel o zážitcích a zkušenostech v různých odborných společnostech, kromě jiných v Maďarské geografické společnosti, etnografické společnosti i například v Obchodním sdružení Subotica. Část přednášek vyšla i tiskem, v bulletinu maďarského etnografického muzea (1913) a v sešitech publikujících texty valné hromady Lidové akademie Erzsébet (1911 a 1913).
Maďarské etnografické muzeum obohatil hodnotnou sbírkou více než 200 kusů artefaktů z Kamerunu. Několik vlastnoručních náčrtů map, cestopisů a materiál přednášek uchovává Maďarské zeměpisné muzeum. Zúčastnil se první světové války, jako kapitán v záloze. Byl vážně zraněn a později dostal vysoká vyznamenání. Některé své zážitky z války i publikoval. Po válce se usadil v Bratislavě, kde založil rodinu. Zemřel v roce 1937.

## Publikace
- Kalmár Jenő: Élményeim a legsötétebb Afrikában. (Moje zážitky z nejtmavší Afriky). Ľudová akadémia Erzsébet, 1910-1911. VIII. Valné shromáždění 27-28. května 1911., str. 23-26.
- Kalmár Jenő: Délkameruni élményeimből. (Zážitky z Jižního Kamerunu). In: „Erzsébet Népakadémia a Magyar Nép Közművelődési Csarnoka“ X. a XI. Valné shromáždění 31. května 1913. str. 32-52.
- Kalmár Jenő: Kameruni néger népszokások. (Lidové zvyky kamerunských černochů). Zpravodaj Maďarského etnografického muzea, ročník XIV. 3-4. sešit, str. 311-331.